# Гоголадзе, Уча
Уча Гоголадзе (род. 2 мая 1990, Тбилиси) — грузинский футболист, нападающий.

## Клубная карьера
Начал выступать в Грузии, а в 2010 году перешёл в брестское «Динамо». Сначала играл за дубль, а в сезоне 2012 стал одним из основных нападающих команды.
В сезоне 2013 также являлся в основном составе, но в конце сезона стал только выходить на замену.
В феврале 2014 года перешёл в армянский клуб «Бананц», которому помог стать чемпионом страны. В августе того же года вернулся в Беларусь, став игроком «Слуцка». В составе слуцкого клуба стал выступать на позиции центрального (иногда флангового) нападающего. По окончании контракта в декабре 2014 года покинул «Слуцк».

## Достижения
- Чемпион Арменииː 2013/14